# 馬元贄
馬元贄（？—？），唐宣宗時期神策軍護軍中尉。

## 擁立宣宗
西元846年，唐武宗病逝。武宗未立太子，馬元贄擁立光王李忱為帝，是為唐宣宗，年號大中。

## 寶帶事件
馬元贄以擁立有功甚得宣宗恩寵，又獲賜“通天犀帶”以示褒獎。宰相馬植與馬元贄交往甚密，二人更因同姓而敘為兄弟。馬元贄把寶帶轉贈馬植。一次，宣宗在大殿上認出馬植之寶帶，第二天就下詔罷免馬植，以防有結黨營私之風。

## 影视形象
在TVB2009年电视剧《宮心計》中，李國麟饰演的馬元贄谋杀唐武宗，拥立光王，把持朝政，排挤李德裕，杀害被贬入冷宫的郭太后，迫害忠良，贪赃枉法，与宣宗矛盾激化后甚至图谋再次弑君再另寻婴儿诈称丽妃所生皇子立为新君，最后宣宗与武宗长子杞王李峻联手杀回长安，馬元贄意欲出逃时不想带上丽妃，于是被丽妃所杀。